# International Designator
International Designator, còn gọi là COSPAR ID, là mã định danh quốc tế được gán cho các vật thể nhân tạo ở ngoài vũ trụ. Một mã như vậy bao gồm năm phóng, một số có ba chữ số chứa số thứ tự phóng tăng dần trong năm đó và mã gồm tối đa ba ký tự đại diện cho mã định danh tuần tự (sequential identifier) của một thiết bị trong một lần phóng. Theo định dạng TLE (two-line element set), hai chữ số đầu tiên và dấu gạch sẽ bị loại bỏ.
Ví dụ, 1990-037A là tàu con thoi Discovery trong sứ mệnh STS-31, nhiệm vụ đã mang Kính viễn vọng không gian Hubble (1990-037B) lên vũ trụ. Đây là lần phóng thành công thứ 37 được ghi nhận trên toàn thế giới vào năm 1990.
Hệ thống định danh này được biết đến rộng rãi với tên gọi hệ thống COSPAR, đặt tên theo Ủy ban Nghiên cứu Không gian (COSPAR) thuộc Hội đồng Quốc tế về Khoa học.
COSPAR tiếp nối hệ thống định danh đầu tiên được thiết kế tại Đại học Harvard. Hệ thống đó sử dụng ký tự trong bảng chữ cái Hy Lạp để chỉ các vệ tinh nhân tạo và dựa trên quy ước đặt tên khoa học cho các vệ tinh tự nhiên. Ví dụ, Sputnik 1 được chỉ định là 1957 Alpha 2. Phương tiện phóng của nó, vốn sáng hơn trên quỹ đạo, có định danh là 1957 Alpha 1. Các vật thể sáng hơn trong cùng một lần phóng sẽ được gán số nguyên nhỏ hơn, còn Alpha vì đây là lần phóng đầu tiên trong năm. Người ta vẫn sử dụng hệ thống định danh của Harvard cho các vệ tinh được phóng đến cuối năm 1962 trước khi thay thế nó bằng hệ thống hiện đại. Vệ tinh đầu tiên nhận được định danh kiểu mới là Luna E-6 No.2, 1963-001B, mặc dù một số nguồn, bao gồm cả website của NSSDC, đã áp dụng định dạng mới cho các vệ tinh cũ hơn, ngay cả những vệ tinh không còn trên quỹ đạo tại thời điểm giới thiệu định dạng mới.
Các mã định danh được Bộ Tư lệnh Không gian Hoa Kỳ chỉ định cho vật thể cùng với satellite catalog number khi chúng được phát hiện trong không gian. Văn phòng Liên Hợp Quốc về Hoạt động Vũ trụ (UNOOSA) và Trung tâm Dữ liệu Khoa học Vũ trụ Quốc gia (NSSDC) thuộc NASA duy trì hai danh mục giúp cung cấp thông tin bổ sung về bệ phóng và tải trọng liên quan đến các mã định danh. Trong khi UNOOSA sử dụng COSPAR ID, nhiều mục trong NSSDC Master Catalog (NMC) được tạo trước khi ra phóng nên chúng không phải lúc nào cũng liên kết với COSPAR ID. Dưới đây là các ví dụ:
| Vệ tinh                              | Mục ban đầu (NSSDCA_ID) | Mục sau khi phóng (COSPAR_ID) | Ghi chú                                                                                                |
| ------------------------------------ | ----------------------- | ----------------------------- | --- |
| BepiColombo                          | BEPICLMBO               | 2018-080A                     | Mục ban đầu đã bị xóa vào cuối năm 2021                                                                |
| LightSail-2                          | Không có                | 2019036AC                     | Không có dấu gạch                                                                                      |
| Sojourner                            | MESURPR (xe tự hành)    | 1996-068A (tàu vũ trụ)        | Xe tự hành Mars Pathfinder                                                                             |
| Lucy                                 | LUCY                    | 2021-093A                     | Mục ban đầu không có sau khi phóng                                                                     |
| Tàu con thoi                         | SHUTTLE                 | Không có                      | Bay trong 135 sứ mệnh từ năm 1981 đến năm 2011. Mỗi sứ mệnh có một COSPAR ID nhưng không có mục NSSDC. |
| Kính thiên văn Không gian James Webb | JWST                    | 2021-130A                     | Mục ban đầu không có sau khi phóng                                                                     |

Tàu vũ trụ nào chưa hoàn thành một vòng quanh quỹ đạo Trái Đất, ví dụ như các phi vụ phóng thất bại không thể lên tới quỹ đạo, sẽ không được gán các ID.
Vệ tinh phóng từ Trạm vũ trụ Quốc tế (ISS) sẽ được gán COSPAR ID bắt đầu bằng "1998-067" bởi vì (mô-đun đầu tiên của) trạm vũ trụ được phóng vào năm 1998. Ví dụ, vệ tinh GOMX-3 phóng trên H-II Transfer Vehicle từ Trung tâm Vũ trụ Tanegashima vào ngày 19 tháng 8 năm 2015 có định danh COSPAR ID là 1998-067HA, do nó đã tới ISS trước khi được triển khai vào vũ trụ.